# Ferran Armengol i Tauran
Ferran Armengol i Tauran (Mataró, 13 de setembre de 1945) és un polític català alcalde d'Argentona entre 2011 i 2015.
Va estudiar enginyeria tècnica mecànica, començant a treballar d'aprenent als 14 anys. Ha estat delineant, director tècnic i gerent, arribant finalment a crear la seva pròpia empresa. També ha estat professor de tecnologia i dibuix tècnic des dels 18 fins als 60 anys a l'Institut Miquel Biada de Mataró. Viu a Argentona des del 1998, si bé la seva vinculació amb la vila ja ve de més antic.
Militant de Convergència Democràtica de Catalunya, ha estat alcaldable per Convergència i Unió tres vegades: el 2003, 2007 i 2011. El primer mandat el passà a l'oposició com a cap d'aquesta, i als comicis municipals del 2007 aconseguí CiU 3 regidors que li permeteren formar govern amb Tots per Argentona, assumint Armengol la primera tinença d'alcaldia, la regidoria d'esports i cultura. A mig mandat, amb la renúncia al càrrec del regidor Emili Olivas, va passar a fer-se càrrec de la regidoria d'hisenda i recursos humans, a més de la de patrimoni cultural.
Amb els comicis de 2011, CiU obté 4 regidors, i això li permet a Armengol formar un equip de govern format per CiU, PSC, Argentcat i l'Entesa.
Des del 2016 no milita a cap partit polític.
Actualment viu a Vilassar de Dalt